# Klooga
Klooga est un bourg situé dans la Commune de Keila du Comté de Harju en Estonie.  
Au 31 décembre 2011, le village compte 1 203 habitants.

## Géographie
Klooga est situé à l’ouest de la capitale Tallinn, à proximité de la côte du golfe de Finlande. Le bourg est entouré de forêts et de lacs, dont le lac Klooga, apprécié pour les activités de plein air et la baignade en été. La localité est desservie par une gare ferroviaire qui la relie directement à Tallinn.

## Histoire
Durant la Seconde Guerre mondiale, Klooga fut le site d’un camp de concentration nazi, où furent détenus plusieurs milliers de prisonniers, principalement des Juifs d’Estonie et d’Europe centrale. En septembre 1944, lors du retrait des troupes allemandes, plusieurs centaines de détenus furent exécutés. Le site est aujourd’hui un lieu de mémoire, avec un cimetière et des monuments commémoratifs.
Après la guerre, Klooga a accueilli des installations militaires soviétiques, dont certains bâtiments subsistent encore. Depuis l’indépendance de l’Estonie en 1991, la localité a connu un développement résidentiel, tout en conservant une fonction mémorielle.

## Population
Le bourg comptait environ 1 200 habitants en 2011. La population comprend à la fois des Estoniens et des russophones, comme dans de nombreuses localités du nord du pays. La tendance démographique est relativement stable au cours des dernières décennies.

## Patrimoine et lieux d’intérêt
- Le camp de concentration de Klooga, lieu de mémoire de la Shoah en Estonie.
- Le lac Klooga, site naturel et zone de loisirs.
- Les vestiges des anciennes installations militaires soviétiques.

## Galerie

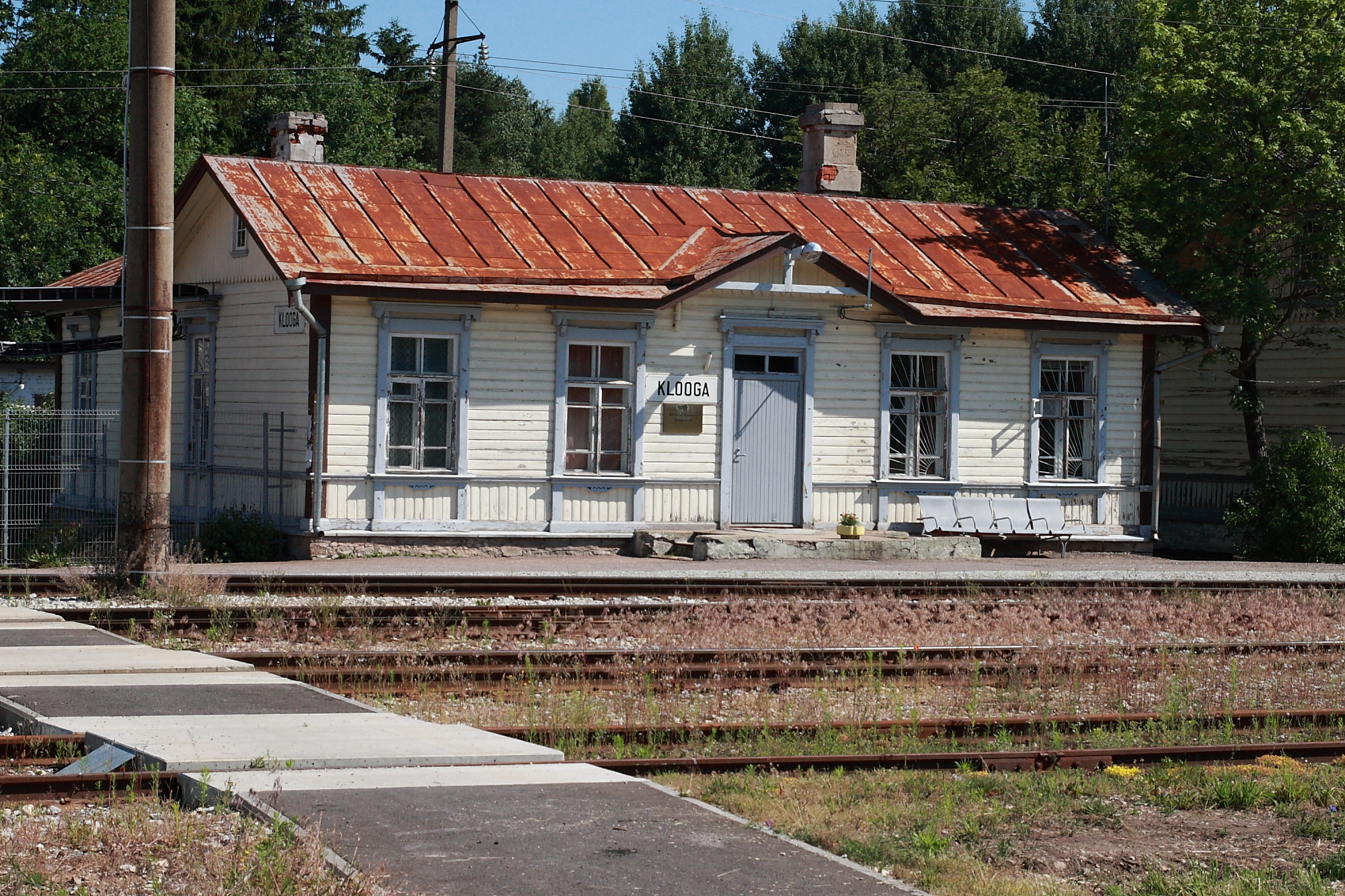
Gare de Klooga.
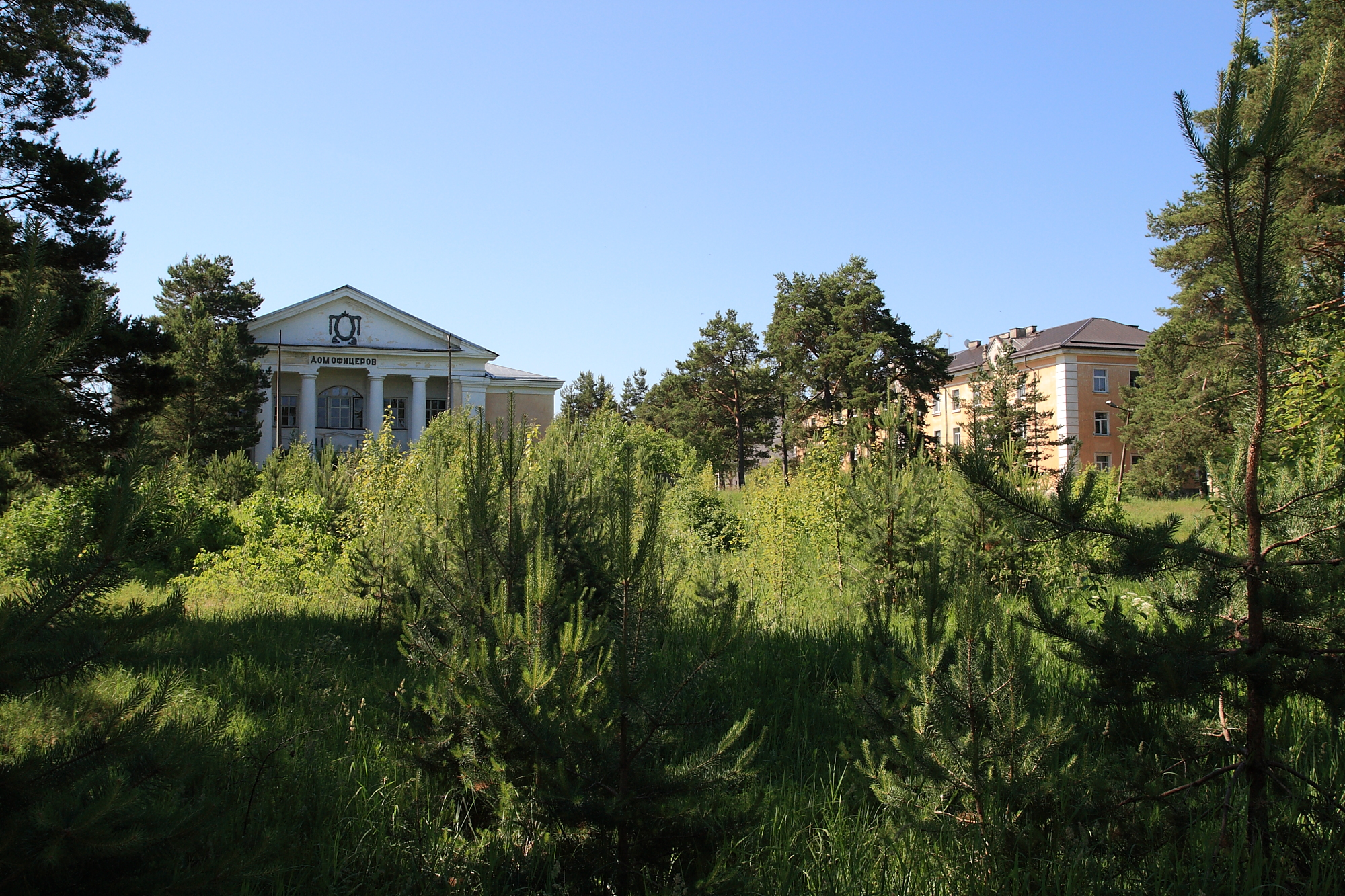
Anciens bâtiments de l'armée soviétique.
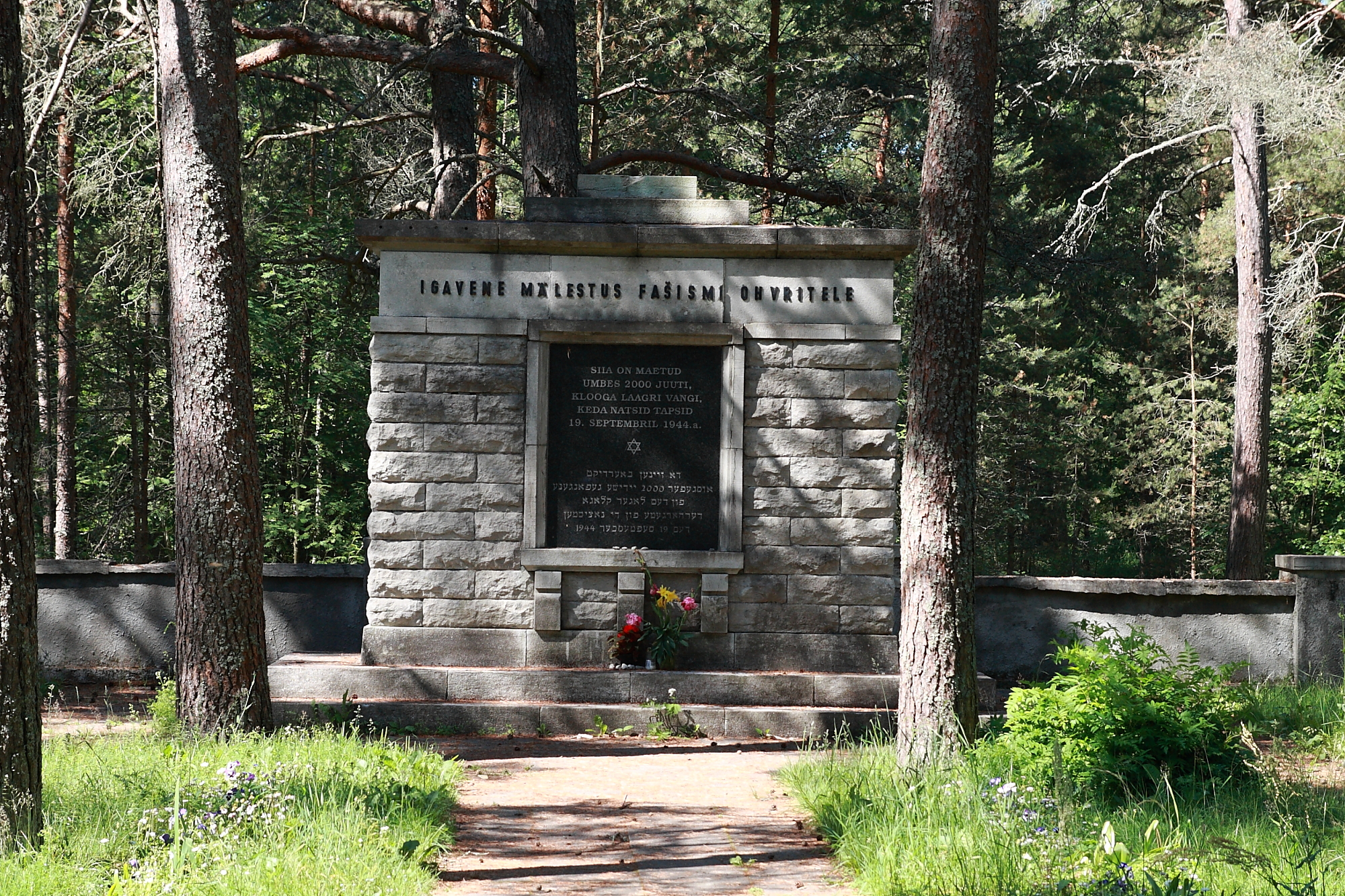
Tombe des victimes de la terreur au cimetière de Klooga.